# Gilbert Chapron
Gilbert Chapron (* 7. Oktober 1933 in Blois, Département Loir-et-Cher, Frankreich; † 5. September 2016) war ein französischer Halbschwergewichtsboxer.

## Amateur
Chapron war französischer Meister 1955 im Halbschwergewicht (-81 kg) und 1956 im Mittelgewicht (-75 kg).
1955 nahm Chapron an den Europameisterschaften teil, schied jedoch bereits im Viertelfinale gegen Erich Schöppner, Deutschland, aus. Im selben Jahr gewann er jedoch die Goldmedaille der Mittelmeerspiele.
Bei den Olympischen Spielen 1956 in Melbourne gewann Chapron die Bronzemedaille im Mittelgewicht. Nach einem Sieg über Roger Rouse, Vereinigte Staaten, unterlag er im Halbfinale dem Chilenen Ramón Tapia nach Punkten.

## Profi
Seine Profikarriere begann 1957 mit einer Serie von dreizehn Siegen. Erst im April 1960 kam es endlich zu einem Titelkampf um den französischen Meistertitel im Halbschwergewicht. Chapron unterlag seinem Gegner Paul Roux durch technischen K. o. in der dreizehnten Runde. Ende 1964 beendete er seine Karriere nach einer Punktniederlage gegen seinen Landsmann Carlo Bocchieri.